# Reignac (Charente)
Reignac – miejscowość i gmina we Francji, w regionie Nowa Akwitania, w departamencie Charente.
Według danych na rok 1990 gminę zamieszkiwało 606 osób, a gęstość zaludnienia wynosiła 27 osób/km² (wśród 1467 gmin regionu Poitou-Charentes, Reignac plasuje się na 487. miejscu pod względem liczby ludności, natomiast pod względem powierzchni na miejscu 316.).